# Базиліка Сан-Лоренцо-ін-Лучина
Сан-Лоренцо-ін-Лучина (італ. San Lorenzo in Lucina) — титулярна церква недалеко від вівтаря Миру у Римі.

Перша ранньохристиянська церква виникла у IV—V ст. на місці будинку римської матрони Лучини і була присвячена святому Лаврентію. Реліквії святого зберігаються під головним вівтарем. У крипті збереглися залишки стародавнього храму. При папі Пасхалії II на початку XII ст. церкву оновили, від цієї споруди зберігся портик з гранітними колонами іонічного ордера, дзвіниця і два порфірових леви біля входу до церкви.

У XVII ст. церкву перероблено у бароковому стилі, Карло Райнальді звів головний вівтар з чотирма колонами з чорного мармуру, який прикрашений картиною Гвідо Рені «Розп'яття» (бл. 1670). У капелі сім'ї Фонсека (четверта капела південної стіни) знаходиться бюст папського лікаря Габріеле Фонсека, виконаний Берніні (можл. 1668 р.).

У церкві похований французький художник Пуссен, тут же знаходяться надгробки чеського композитора Мислівечека і композиторів Луки Маренціо і Бернардо Пасквіні.

## Титулярна Церква
- П'єтро Гаспаррі — кардинал-священик з титулом церкви Сан Лоренцо ін Лучина (1915—1934)
- Луїджі Поджі — кардинал-священик з титулом церкви Сан Лоренцо ін Лучина (2005—2010)

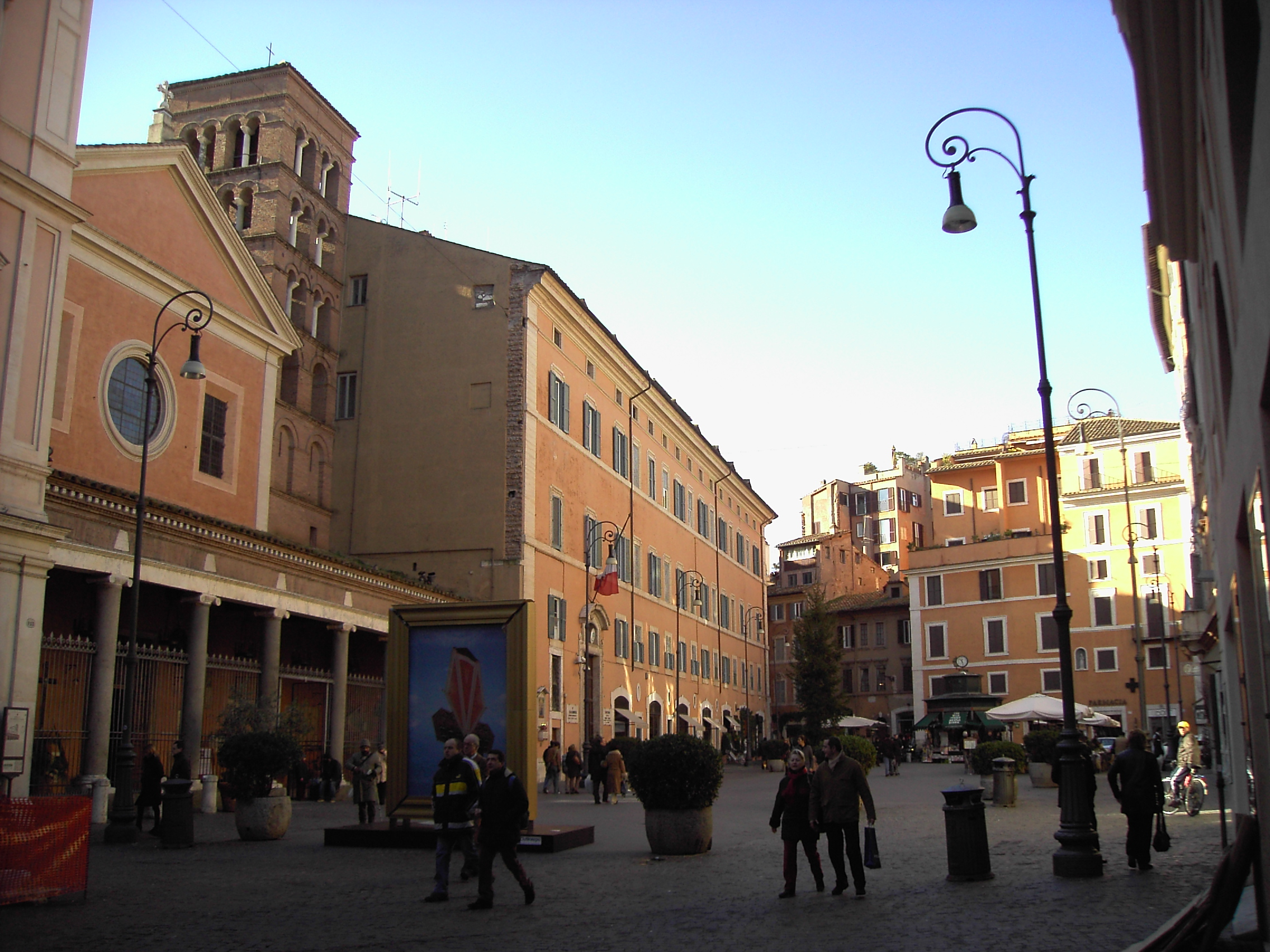
Фасад
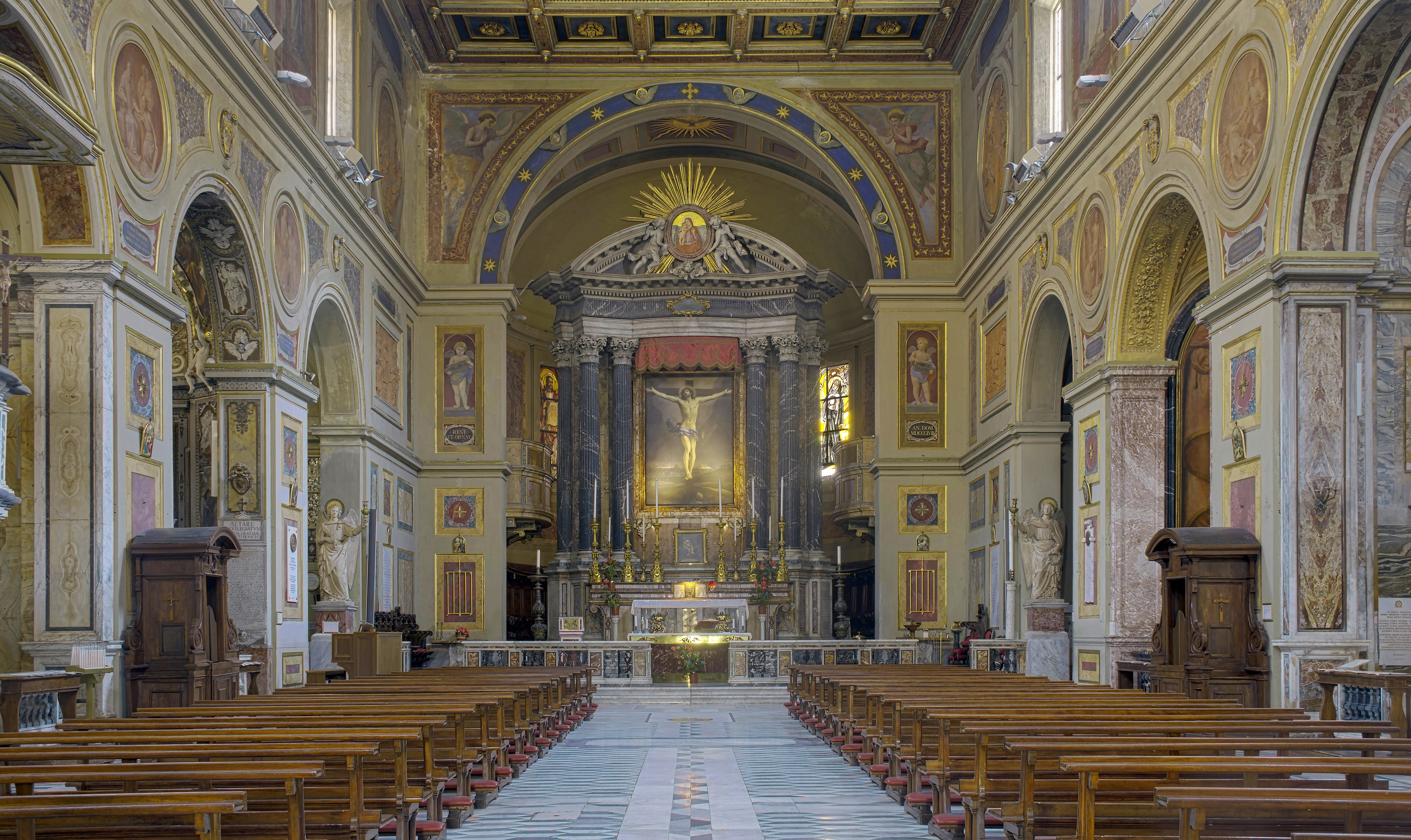
Інтер'єр церкви